# Sociedade Real da Nova Zelândia
A Royal Society of New Zealand é uma academia nacional independente de ciências, tecnologia e humanidades, bem como uma federação de organizações científicas, tecnológicas e de humanidades, além de membros individuais. A Royal Society of New Zealand (Sociedade Real da Nova Zelândia) é uma sociedade erudita inspirada na British Royal Society, sediada em Wellington . Representa uma federação de cerca de 60 sociedades científicas e tecnológicas, conta atualmente com mais de 1200 membros, 330 membros científicos eleitos e 10 representações regionais. Em suma, acredita-se que cerca de 20.000 cientistas , engenheiros e técnicos estarão compartilhando suas informações e experiências sob o guarda-chuva da empresa e compartilhando seus conhecimentos com os interessados.
Fundada em 1867, os principais objetivos da Royal Society of New Zealand são:
a) fomentar na comunidade neozelandesa uma cultura que apoie a ciência, a tecnologia e as humanidades, incluindo (sem limitação);
i) a promoção da consciencialização pública, conhecimento e compreensão da ciência, tecnologia e humanidades;
ii) o avanço da educação em ciência e tecnologia; b) incentivar, promover e reconhecer a excelência em ciência, tecnologia e humanidades; 
c) prover uma infraestrutura e outro suporte para as necessidades profissionais e desenvolvimento de cientistas, tecnólogos e especialistas em humanidades; 
d) estabelecer e administrar para os membros um código de padrões profissionais e éticos em ciência, tecnologia e humanidades; 
e) fornecer assessoria especializada sobre importantes questões públicas ao governo e à comunidade; 
f) fazer todas as outras coisas lícitas que o Conselho considera conducentes ao avanço e promoção da ciência, tecnologia e humanidades na Nova Zelândia.
A Sociedade foi fundada em 1867 por Sir George Gray como Instituto da Nova Zelândia como uma organização de topo em ciência, com o Auckland Institute, a Wellington Philosophical Society, o Philosophical Institute of Canterbury e o Otago Institute como constituintes. A publicação de transacções e processos era sua principal função inicial. 
Em 1933, seu nome foi mudado para Royal Society of New Zealand, em referência à Royal Society of London, um movimento que requer assentimento real e uma subsequente Lei do Parlamento. Em 2010, o mandato da organização foi expandido para incluir as ciências sociais e humanas.
Em 2007, Te Apārangi (Māori para "grupo de especialistas") foi adicionado ao seu nome, e em 2017, seu 'aniversário' , foi encurtado para Royal Society Te Apārangi. Seu nome legal, conforme definido na legislação, permanece como Sociedade Real da Nova Zelândia.
As atividades da empresa incluem:
·        Financiamento Científico - como uma agência para distribuir financiamento não político para financiamento do governo, particularmente em pesquisa de ciência e educação científica
·        Publicação - com revistas especializadas como NZ Journal of Botany e NZ Journal of Zoology
·        Reuniões e seminários - a maioria das agências locais e suas organizações científicas e tecnológicas organizam seminários em seus respectivos campos; a Sociedade gere a promoção e coordena as visitas internacionais aos oradores
·        Prémios e medalhas - incluindo:
·        A medalha de Rutherford (anteriormente a medalha de ouro) - concedida anualmente.
·        A Medalha Pickering - premiada anualmente, em ouro, prata e bronze.
·        O Prêmio Charles Fleming concedido de acordo com um plano de três anos (proteção do meio ambiente)  .
·        A Medalha Hector - concedida anualmente.
·        A medalha de Jones , a cada dois anos em matemática.
·        Educação científica - assume a promoção da qualidade do ensino de ciências e desempenha um papel na definição do currículo nacional em ciências.
A Sociedade também administra os Prémios de Ciência do Primeiro Ministro  .
A Associação de Cientistas da Nova Zelândia trabalha em áreas semelhantes, mas é incorporada como uma entidade beneficente independente, sem fins lucrativos e registrada , em vez de uma Lei do Parlamento. . A  Fundação para a Investigação, Ciência e Tecnologia  que trabalham em áreas semelhantes, mas como entidade da coroa não é independente da política.
A 10 de julho de 2008, a Sociedade emitiu uma declaração sobre mudança climática que diz, em resumo:
O planeta está a aquecer por causa do aumento das emissões de gases de efeito estufa. As medições mostram que as concentrações de gases de efeito estufa na atmosfera estão bem acima dos níveis observados por vários milhares de anos. Futuras mudanças climáticas globais são esperadas, com impactos cada vez mais pesados ao longo do tempo. A redução dos impactos futuros das mudanças climáticas exigirá reduções significativas nas emissões de gases de efeito estufa.
O Conselho da Academia da Sociedade, de tempos em tempos, elege como Fellow da Royal Society of New Zealand qualquer pessoa que, em sua opinião, "tenha alcançado distinção em pesquisa ou no avanço da ciência ou tecnologia". O número de Fellows é limitado a um número que seja acordado de tempos em tempos entre o Conselho da Academia e o Conselho da Sociedade. Um Companheiro tem o direito de usar, em conexão com seu nome, as letras FRSNZ, que representam Fellow da Royal Society of New Zealand, ou outras letras ou títulos, conforme acordado de tempos em tempos entre o Conselho da Academia e o Conselho.
| Frederick Hutton          | 1904–05   |  |
| James Hector              | 1906–07   |  |
| George Malcolm Thomson    | 1907–09   |  |
| Augustus Hamilton         | 1909–11   |  |
| Thomas Frederic Cheeseman | 1911–13   |  |
| Charles Chilton           | 1913–15   |  |
| Donald Petrie             | 1915-16   |  |
| William Benham            | 1916–18   |  |
| Leonard C. Cockayne       | 1918–20   |  |
| Thomas Easterfield        | 1920–22   |  |
| Harry Borrer Kirk         | 1922–24   |  |
| Patrick Marshall          | 1924–26   |  |
| Bernard Aston             | 1926–28   |  |
| James Allan Thomson       | 1928      |  |
| Bernard Aston             | 1928–29   |  |
| Coleridge Farr            | 1929–31   |  |
| Hugh William Segar        | 1931–33   |  |
| Robert Speight            | 1933–35   |  |
| William Williams          | 1935–37   |  |
| William Percival Evans    | 1937–39   |  |
| John Holloway             | 1939–41   |  |
| Gilbert Archey            | 1941–43   |  |
| Harry Howard Barton Allan | 1943–45   |  |
| William Noel Benson       | 1945–47   |  |
| Ernest Marsden            | 1947      |  |
| Robert Falla              | 1947–50   |  |
| Frank Callaghan           | 1950–52   |  |
| Walter Oliver             | 1952–54   |  |
| David Miller              | 1954–56   |  |
| Bob Briggs                | 1956–58   |  |
| Robin Allan               | 1958–60   |  |
| Joseph Keith Dixon        | 1960–62   |  |
| Charles Fleming           | 1962–64   |  |
| Miles Barnett             | 1964      |  |
| Charles Fleming           | 1964–66   |  |
| John Miles                | 1966–70   |  |
| Richard Wright Willett    | 1970–74   |  |
| Malcolm Burns             | 1974–77   |  |
| Richard Dell              | 1977–81   |  |
| Edward George Bollard     | 1981–85   |  |
| Trevor Hatherton          | 1985–89   |  |
| John Newton Dodd          | 1989–93   |  |
| Philippa Margaret Black   | 1993–97   |  |
| Philip John Scott         | 1997–2000 |  |
| Gilbert Simpson           | 2000–2003 |  |
| James Douglas Watson      | 2004–2006 |  |
| Neville Jordan            | 2006–2009 |  |
| Garth Carnaby             | 2009–2012 |  |
| David Skegg               | 2012–2015 |  |
| Richard Dodgshun Bedford  | 2015–2018 |  |
| Wendy Larner              | 2018–     |  |

Ver em:  http://royalsociety.org.nz/who-we-are/our-people/our-council/presidents/
A Sociedade tem relativamente poucos membros diretos, com a maioria das associações surgindo através de organizações constituintes. Essas organizações constituintes são:
Sociedade de Agronomia da Nova Zelândia
Associação de Avaliação de Aotearoa Nova Zelândia (ANZEA)
Associação de Pesquisadores em Ciências Sociais
Sociedade Australasiana de Farmacologistas Clínicos e Experimentais e Toxicologistas (Seção NZ) (ASCEPT)
Sociedade Geológica da Nova Zelândia
Sociedade Meteorológica da Nova Zelândia
Instituto de Topógrafos da Nova Zelândia
A Sociedade de Nutrição da Nova Zelândia
Associação Arqueológica da Nova Zelândia
Associação da Nova Zelândia para Pesquisa em Educação
Associação Nova Zelândia de Pesquisa Clínica
Associação NZ de professores de matemática
Associação Nova Zelândia de Educadores de Ciências
Associação de cientistas da Nova Zelândia
Sociedade da Nova Zelândia para Bioquímica e Biologia Molecular
Associação Dietética da Nova Zelândia
Sociedade Ecológica da Nova Zelândia
Nova Zelândia Freshwater Sciences Society
Sociedade Geográfica da Nova Zelândia
Sociedade Geofísica da Nova Zelândia
Associação Geotérmica da NZ
Nova Zelândia Grassland Association
Sociedade hidrológica da Nova Zelândia
Instituto NZ de Ciências Agrícolas e Hortícolas
Instituto da Nova Zelândia de Ciência e Tecnologia de Alimentos
Instituto de Pesquisa Econômica da Nova Zelândia
Instituto de Química Nova Zelândia
Instituto de Florestas da Nova Zelândia
Instituto de Física da Nova Zelândia
Sociedade de Ciências Marinhas da Nova Zelândia
Nova Zelândia Matemática Society Inc.
Sociedade microbiológica da Nova Zelândia
Sociedade de Proteção de Plantas da Nova Zelândia
Sociedade Psicológica da Nova Zelândia Incorporada
Sociedade neozelandesa de produção animal
Sociedade neozelandesa de endocrinologia
Sociedade da Nova Zelândia para Oncologia
Sociedade da Nova Zelândia para Parasitologia
Sociedade neozelandesa de biólogos vegetais (NZSPB)
Sociedade da Nova Zelândia de Ciência do Solo
Associação Estatística da Nova Zelândia
Associação Veterinária da Nova Zelândia
Sociedade de Pesquisa Operacional da Nova Zelândia
A Sociedade Fisiológica da Nova Zelândia Incorporated
Associação de População da Nova Zelândia
Sociedade Astronômica Real da Nova Zelândia
Associação de Antropólogos Sociais de Aotearoa / Nova Zelândia
Associação Sociológica de Aotearoa NZ
Educação Tecnológica Nova Zelândia (TENZ)
- Instituto do museu de Auckland (antigo instituto de Auckland )
- Sociedade Real da Nova Zelândia Hawkes Bay Branch
- Sociedade da ciência de Nelson
- Instituto Otago de Arte e Ciência
- Nova Zelândia Royal Society Canterbury Branch
- Capítulo de Manawatu da sociedade real de Nova Zelândia (anteriormente sociedade filosófica de Manawatu  )
- Nova Zelândia Royal Society Rotorua Branch
- Nova Zelândia Royal Society Wellington Branch (anteriormente Wellington Philosophical Society  )
- Sociedade Real da Nova Zelândia, Filial Waikato
- Sociedade Real da Nova Zelândia, Wanaka Branch

·        1870 - Louis Agassiz , naturalista
·        1871 - Charles Darwin , naturalista britânico
·        1873 - Charles Lyell , geólogo britânico
·        1885 - Alfred Wallace , naturalista britânico
·        1904 - Ernest Rutherford , físico britânico da Nova Zelândia
·        1909 - George Darwin , astrônomo britânico
·        1923 - William Henry Bragg , físico britânico
·        1924 - Albert Einstein , físico
·        1927 - Marie Curie , físico e químico francês
·        1928 - John Scott Haldane , fisiologista britânico
·        1929 - James Jeans , astrônomo britânico
·        1943 - Arthur Eddington , astrônomo britânico
·        1943 - Harold Jeffreys , astrônomo britânico
·        1946 - Niels Bohr , físico dinamarquês
·        1950 - Ernst Mayr , Biólogo Evolutivo , EUA
·        1956 - CV Raman , físico indiano
·        1956 - Charles Galton Darwin , físico britânico
·        1961 - William Lawrence Bragg , físico britânico
·        1962 - Charles Francis Richter , sismólogo dos EUA
·        1965 - Karl Popper , filósofo britânico
·        1970 - Maurice Ewing , geofísico dos EUA e oceanógrafo
·        1984 - Peter H. Raven , botânico dos EUA
·        1991 - James P. Kennett , Paleoceanógrafo dos EUA
·        2013 - Andrew P. Roberts , geofísico australiano
·        1922 - Ernest Marsden , físico britânico e neozelandês
·        1950 - John Eccles , neurofisiologista australiano , nobel (trabalhou depois da guerra na Nova Zelândia)
·        1952 - Charles Fleming , geólogo , ornitólogo e paleontologista
·        1961 - Richard Dell , um malacologista
·        1982 - Michael Corballis , psicólogo e neurocientista
·        1992 - David Skegg , epidemiologista
·        2004 - Boriss Pavlov , um matemático e físico russo de origem neozelandesa
·        2015 - Alexei Drummond , bioinformatista
1.    ↑ «  Sobre | www.scientists.org.nz  »  [ arquivo ] , cientistas.org.nz , em cientistas.org.nz ,2011  : "New Zealand Association of Scientists"
2.    ↑ "  Nova Zelândia Associação de Cientistas Incorporated  "  [ arquivo ] , register.charities.govt.nz em register.charities.govt.nz ,2011 
3.    ↑ "  Declaração de mudança climática da Royal Society of New Zealand  "  [ arquivo ] , The Royal Society of New Zealand,1 st july 2008 
4.    ↑ Royal Society de Nova Zelândia Act 1997, a Seção 
5.    ↑ "  Organizações Regionais Constitucionais" Associação "Royal Society of New Zealand  "  [ arquivo ] , Royalsociety.org.nz 
6.    ↑ "  Sobre o Instituto - Auckland Museum Nova Zelândia  "  [ arquivo ] , Aucklandmuseum.com,28 de novembro de 2012 
7.    ↑ "  Nelson Science Society  "  [ arquivo ] , Sites.google.com
8.    ↑ «  Início  »  [ arquivo ] , Otagoinstitute.otago.ac.nz 
9.    ↑ "  Sociedade Real da Nova Zelândia (Filial Manawatu)  "  [ arquivo ] , The Community Archive,2 de junho de 2009
10.  ↑ "  Sociedade Filosófica de Wellington  "  [ arquivo ] , The Community Archive,2 de junho de 2009 
11.    ↑ Uma Enciclopédia da Nova Zelândia , Ministério da Cultura e do Património / Te Taonga Manatu-,23 de abril de 2009 ( ISBN  978-0-478-18451-8 , leia online  [ arquivo ] ) , "Royal Society: Foundation"
12.    ↑ "  Papers Passado - Evening Post - 26 de maio de 1933 - A Lead Procurado  "  [ arquivo ] , Paperspast.natlib.govt.nz,26 de maio de 1933
13.    ↑ "  Papers Passado - Evening Post - 02 de junho de 1933 - O que há em um nome?  "  [ Arquivo ] , Paperspast.natlib.govt.nz,2 de junho de 1933
14.    ↑ "  Papers Passado - Evening Post - 18 de maio de 1933 - Prefixo" Royal "  "  [ arquivo ] , Paperspast.natlib.govt.nz,18 de maio de 1933 
15.    ↑ "  Royal Society of New Zealand Bill Emenda 210-2 (2010), Private Bill - Nova Zelândia Legislação  "  [ arquivo ] , Legislation.govt.nz 
16.    ↑ "  Our Name  "  [ arquivo ] , na Sociedade Real Te Apārangi
17.    ↑ "  Charles Award Fleming para a realização Ambiental  "  [ arquivo ] Royal Society of New Zealand 
18.    ↑ "  do primeiro-ministro prêmios científicos  "  [ arquivo ]  : "prêmios científicos do primeiro-ministro é administrado pelo The Royal Society of New Zealand. [sic] »